# Carsten Bolm
Carsten Bolm (* 8. März 1960 in Braunschweig) ist ein deutscher Chemiker (Organische Chemie), der Hochschullehrer an der RWTH Aachen ist.

## Leben
Bolm studierte ab 1978 Chemie an der TU Braunschweig mit dem Diplom 1984 (bei Henning Hopf). 1983/84 war er außerdem mit einem Fulbright-Stipendium an der University of Wisconsin–Madison, wo er bei H.-J. Reich einen Master-Abschluss in Chemie erhielt. Ab 1985 war er in Marburg, wo er 1987  bei Manfred T. Reetz promoviert wurde (Chirale Katalysatoren für enantioselektive C-C-Verknüpfungen). 1987/88 war er als Post-Doktorand bei Barry Sharpless am MIT und danach in Darmstadt und Basel bei Bernd Giese, bei dem er sich 1993 habilitierte. 1993 wurde er Professor (C 3) für Organische Chemie an der Philipps-Universität Marburg und 1996  C4-Professor an der RWTH Aachen. Rufe nach Freiburg und Heidelberg lehnte er ab. Er hat in Aachen den Lehrstuhl für Organische Chemie inne. 2002 bis 2004 war er im Senat der Universität.
Er ist Adjunct Professor am Wuhan Institute of Technology in China. Er war Gastprofessor an der University of Wisconsin-Madison (1992), an der Universität Paris VI, in Florenz, Mailand, Namur und Tokio.
Er befasst sich mit organischer Synthese (speziell asymmetrische Synthese und Synthese mit metallorganischen Reagenzien), asymmetrische Metall-Katalyse und enantioselektiver Katalyse, Organokatalyse, bioaktiven Komponenten, Pseudopeptiden, Mechanochemie, Konvertierung von Biomasse und Schwefel- und Fluorchemie.
1998 erhielt er den Otto-Bayer-Preis, 1991 den Heinz-Maier-Leibnitz-Preis, 1992 den ADUC-Jahrespreis für Habilitanden, 1993 den Jahrespreis in Chemie der Göttinger Akademie der Wissenschaften, 1996 den Otto-Klung-Preis, 2006 den Prix Franco-Allemand der französischen chemischen Gesellschaft und 2015 die Adolf-von-Baeyer-Denkmünze. 2003 wurde er Fellow der Japan Society for the Promotion of Science. 2014 gehörte er zu den Thomson Reuters Highly Cited Researchers. Er ist im wissenschaftlichen Beirat des Leibniz-Instituts für Organische Katalyse in Rostock. Seit 2022 ist Bolm Mitglied der Academia Europaea.
Seit 2008 ist er International Associate Editor des Journal of Organic Chemistry und außerdem in den Herausgebergremien verschiedener anderer Zeitschriften wie Synthesis, Chemical Reviews, New Journal of Chemistry, Advanced Synthesis and Catalysis, Tetrahedron Letters und Tetrahedron.

## Schriften
- Herausgeber mit Matthias Beller: Transition metals for organic synthesis : building blocks and fine chemicals, 2 Bände, Wiley-VCH 1998, 2004
- Herausgeber mit F. Ekkehardt Hahn:  Activating unreactive substrates : the role of secondary interactions, Wiley-VCH 2009

Einige Aufsätze (Auswahl):
- mit D. J. Berrisford, K. B. Sharpless: Ligand-accelerated catalysis, Angewandte Chemie, Int. Ed., Band 34, 1995, S. 1059–1070
- mit F. Bienewald: Asymmetric Sulfide Oxidation with Vanadium Catalysts and H2O2, Angewandte Chemie,  Int. Ed., Band 34, 1996, S. 2640–2642
- mit J. P. Hildebrand, K. Muniz, N. Hermanns: Catalyzed asymmetric arylation reactions, Angewandte Chemie, Int. Ed., Band 40, 2001, S. 3284–3308
- Vanadium-catalyzed asymmetric oxidations, Coordination Chemistry Reviews, Band 237, 2003, S. 245–256
- mit J. Legros, J. Le Paih, L. Zani: Iron-catalyzed reactions in organic synthesis, Chemical Reviews, Band 104, 2004, S. 6217–6254
- mit O. Kniemeyer u. a.: Anaerobic oxidation of short-chain hydrocarbons by marine sulphate-reducing bacteria, Nature, Band 449, 2007, S. 898–901
- mit B. Rodriguez, A. Bruckmann, T. Rantanen: Solvent-free carbon-carbon bond formations in ball mills, Advanced Synthesis & Catalysis, Band 349, 2007, S. 2213–2233
- mit H. Villar, M. Frings: Ring closing enyne metathesis: A powerful tool for the synthesis of heterocycles, Chemical Society Reviews, Band 36, 2007, S. 55–66
- mit A. Correa, O. G. Mancheno: Iron-catalysed carbon–heteroatom and heteroatom–heteroatom bond forming processes, Chemical Society Reviews, Band 37, 2008, S. 1108–1117
- mit A. Bruckmann, A. Krebs: Organocatalytic reactions: effects of ball milling, microwave and ultrasound irradiation, Green Chemistry, Band 10, 2008, S. 1131–1141
- mit A. Correa, M. Carril: Iron-catalyzed S-Arylation of thiols with aryl iodides, Angewandte Chemie, Band 120, 2008, S. 2922–2925
- mit A. A. O. Sarhan: Iron (III) chloride in oxidative C–C coupling reactions, Chemical Society Reviews, Band 38, 2009, S. 2730–2744
- mit S. L. Buchwald: On the Role of Metal Contaminants in Catalyses with FeCl3, Angewandte Chemie, Band 121, 2009, S. 5694–5695
- mit S. L. James u. a.: Mechanochemistry: opportunities for new and cleaner synthesis, Chemical Society Reviews, Band 41, 2012, S. 413–447